# Zrínyi György (bán)
Zrínyi V. György, horvátul Juraj V. Zrinski (Csáktornya, 1599. január 31. – Pozsony, 1626. december 18.) horvát bán.

## Családja
Zrínyi IV. György és Stubenberg Zsófia grófnő második fia, Zrínyi VII. Miklós és Zrínyi Péter apja. Szüleinek rajta kívül még három lányuk volt Erzsébet, aki Erdődy II. Tamás horvát bán felesége lett, Zsuzsanna, aki Lenković Györgyhöz ment férjhez és Borbála. A Zrínyi család későbbi leszármazottai mind V. György és Széchy Magdolna házasságából származnak.

## Élete
Apja 1603-ban bekövetkezett halálakor György még csak 4 éves volt, így a Zrínyi birtokok igazgatását idősebb testvére, VI. Miklós vette át, aki V. György nagykorúságáig gyámja is volt. Fiatalkorában sokat tartózkodott Vépen és Vrbovecen, ahol gyakran látogatta a szomszédos nemes családokat, akikkel többségben rokonságban is állt. Zrínyi Péter leírja, hogy VI. Miklós gyakran ittas volt olyannyira, hogy egyszer ilyen állapotában tengermelléki kapitányának adományozta Grobnik városát. A neves horvát történész, Emilij Laszowszky kutatásai alapján megállapította, hogy Miklós sok birtokot elajándékozott, így a család vagyonának egy részét eltékozolta, más birtokokat pedig elzálogosított. Az ozalyi uradalom például 1625-re, amikor Miklós meghalt sok elzálogosított birtokra hullott szét. Amikor György 1617-ben nagykorú lett bátyja életmódja miatt követelte tőle a saját birtokrészét. Amikor ez évben bátyja egy közös birtokukat adta zálogba ő a zágrábi káptalannál tiltakozott ez ellen. VI. Miklós halála után özvegye Széchy Erzsébet lemondott György javára a neki hagyott ötvenezer forintról, György pedig cserébe neki adta az Ozaly melletti Grdun, Vrhovec és Bozsjákó jövedelmeit. V. György folytatta az apja által megkezdett birtokaira történő betelepítéseket. 1617-ben szlovéneket telepített a rakoveci uradalom területére, 1619-ben pedig szintén szlovéneket az addig lakatlan Lipi Gaj-hegyre. Az új telepesek a kapott földek fejében általában hadkötelezettséggel tartoztak, de adómentességet élveztek.
Zrínyi György ifjúkorában református nevelést kapott. A horvát száborban még a vallásszabadságért is kiállt, a magyar országgyűlésen pedig megválasztották a Duna és a Dráva között élő protestánsok védelmezőjének. 1617-ben részt vett azon az ünnepségen, ahol a magyarországi és erdélyi luteránus és kávinista lelkészek, híveikkel együtt három napon át ünnepelték a reformáció századik évfordulóját. 1619-ben csatlakozott Bethlen Gáborhoz, majd Pázmány Péter hatására katolizált, és a Habsburgok oldalára állt. 1621-ben már a Habsburgok oldalán harcolt Bánffy Kristóf oldalán Batthyány Ferenc ellen. Márciusban hadai átkeltek a Murán, hogy a Kanizsa környékét elfoglalják, de Battyhány ellenük küldte a körmendi helyőrséget, amely Zalaegerszegnél megszalasztotta Zrínyi hadát. 1622-ben, mindössze 23 évesen  II. Ferdinánd horvát bánná nevezte ki. A kinevezési okmányban az „őseinek az egész kereszténység javára tett feledhetetlen szolgálataiért” indoklás állt. 1623-ban a török ellen harcolt Kanizsa környékén, majd a Száva mentén Kostajnica, Petrinya és Jasenovac mellett.
1626-ban Albrecht von Wallenstein oldalán részt vett a birodalmi harcokban, majd Bethlen ellen vonult és a Vág völgyében harcolt. A Bethlen elleni felvidéki hadjárat során hirtelen halt meg. Sokáig tartotta magát a régi horvát és magyar történetírásban az a szóbeszéd, hogy Wallenstein irigységből mérgeztette meg. Eszerint a Drégelypalánk alatti harcokban egy török tiszt után vetette magát, és mikor utolérte, lerántotta a lováról, levágta a fejét. A fejet Wallenstein elé vitte e szavak kíséretében: „Így kell üldözni a császár ellenségeit, így lehet kivívni a győzelmet”. Erre Wallenstein úgy válaszolt, hogy látott már elég levágott fejet, mire Zrínyi visszavágott, hogy látni látott, de „maga soha nem vágott le egyet sem”. Wallenstein irigységében cselhez folyamodott. Meghívta Zrínyit vendégségbe, ahol retekkel megmérgeztette. Ennél azonban sokkal valószínűbb, hogy Zrínyi György valamilyen lázban halt meg. A szentilonai (ma Šenkovec) pálos kolostor mellé a Zrínyiek 1561-ben családi sírboltot építettek. Ide temették a szigetvári hős Zrínyi Miklós fejét, a költő és hadvezér Zrínyi Miklóst és valószínűleg apját, Zrínyi V. Györgyöt is.

## Külső hivatkozások
- ↑ Bánlaky: Bánlaky József: A magyar nemzet hadtörténelme, I–XXII. Budapest: Grill Károly Könyvkiadó Vállalat. 1928–1942.  Hozzáférés: 2022. február 13.
- Magyar életrajzi lexikon
- Zrínyi. In  A Pallas nagy lexikona. Szerk. Bokor József. Budapest: Arcanum – FolioNET. 1998.  ISBN 963 85923 2 X

- ↑ Štefanec: Nataša Štefanec: IV. és V. Zrínyi György (ford. Ábrahám Barna) in:Zrínyiek a magyar és horvát históriában szerk. Bene Sándor, Hausner Gábor. Budapest: Zrínyi. 2007.   87–113. o. Hozzáférés: 2022. február 12.